# (73215) 2002 JS22
(73215) 2002 JS22 – planetoida z pasa głównego asteroid okrążająca Słońce w ciągu 3,53 lat w średniej odległości 2,32 j.a. Odkryta 8 maja 2002 roku.